# Christoph David Anton Martini
Christoph David Anton Martini, mitunter fälschlich: Christian David Anton Martini (* 22. Januar 1761 in Schwerin; † 1. September 1815 in München) war ein deutscher evangelischer Theologe und Hochschullehrer.

## Leben
Martini war Sohn des Hof- und Dompredigers, späteren Konsistorialrats und Superintendenten in Schwerin Friedrich (Heinrich) Martini (1727–1792) aus dessen zweiter Ehe mit Katharine Dorothea, geb. Schomerus (1734–1762), einer Lehrertochter aus Wismar. Er erhielt seine Bildung an der Domschule Schwerin und ab 1777 an der Universität Bützow. Von Bützow wechselte er an die Universität Göttingen, an der er bis 1781 verblieb. 1785 wurde er seinem Vater an der Schloss- und Domkirche in Schwerin zur Seite gestellt und 1787 zudem Lehrer an der Domschule.
Martini erhielt 1789 eine ordentliche Professur der Theologie an der Universität Rostock und wurde Beisitzer am Konsistorium. Er deckte mit seiner Lehre das Alte und Neue Testament, Dogmatik, Dogmengeschichte, Theologische Enzyklopädie und Moral ab. Seine Promotion zum Dr. theol. erfolgte am 16. Mai 1791 an der Rostocker Universität mit einer Dissertation zu Esaias 52, 18 und 53, 12. 1792 erhielt er als Nachfolger von Johann Kaspar Velthusen die Leitung des pädagogisch-theologischen Seminars. Martini war zwischen 1792 und 1804 fünfmal Dekan der theologischen Fakultät und im Studienjahr 1802/1803 Rektor der Universität. 1801 erfolgte die Ernennung zum wirklichen Konsistorialrat, 1804 die zum Oberkonsistorialrat.
Martini folgte 1804 einem Ruf als Professor der Kirchengeschichte und orientalischen Literatur an die neugegründete evangelische theologische Fakultät der Universität Würzburg. Als diese 1807 geschlossen wurde, kam er als Professor der Theologie an die Universität Altdorf und schließlich mit deren Schließung 1809 als Professor der Geschichte an das hochschulische Lyzeum in München. In München wurde er zudem 1809 evangelischer Kreiskirchenrat, Mitglied im Konsistorium sowie ordentliches Mitglied der Königlich Bayerischen Akademie der Wissenschaften. Zeitweise hatte er das Dekansamt im Isar-Kreis inne.
Martini war seit 1786 verheiratet mit Margarete Marie Friedrike, geb. Schröder, Tochter eines Schweriner Regierungsbeamten. Bekannte Kinder sind Carl Christian Friedrich Martini (1794–1857), Jurist, Justizkanzleidirektor und Adolf Martini (1798–1875), Philologe, Prinzenerzieher, Diplomat, Staatsrat.

## Werke (Auswahl)
- Die christliche Wohlthätigkeit. Eine Predigt, gehalten am 13ten Sonntage nach Trinitatis 1787 in der Domkirche zu Schwerin, Schwerin 1787.
- Commentatio philologico-critica in locum Esaiae LII, 13 - L III, 12, Rostock 1791.
- Eusebii Caesareensis de divinitate Christi sententia, ejusque tum cum placitis Arianis, tum cum fide Nicaeno-Athanasiana comparatio, Rostock 1795.
- Versuch einer pragmatischen Geschichte des Dogma von der Gottheit Christi in den vier ersten Jahrhunderten nach Christi Geburt., Rostock 1800.
- Ueber den Geschichtsschreiber Liutprand, besonders über dessen historische Glaubwürdigkeit, München 1811.
- Ueber die Einführung der christlichen Religion als Staatsreligion im römischen Reiche durch den Kaiser Constantin, München 1813.